# Jay (album)
Châu Kiệt Luân đồng danh chuyên tập (Phồn thể: 周杰倫同名專輯; Giản thể: 周杰伦同名专辑; bính âm: Zhōu Jié Lún Tóng Míng Zhuān Jí) là album Studio đầu tiên của ông hoàng nhạc Pop Đài Loan Châu Kiệt Luân. Album được phát hành vào ngày 6 tháng 11 năm 2000 bởi công ty âm nhạc Alfa Music và phân phối bởi Sony Music Taiwan kèm 1 VCD gồm 7 clip nhạc

Ca khúc "Khả ái nữ nhân" (可愛女人) đã đạt được vị trí thứ 74 tại bảng xếp hạng Hit Fm Taiwan's Hit Fm Annual Top 100 Singles vào năm 2000. Sang năm 2011, ca khúc "Sao sáng" (星晴) cũng đạt được vị trí thứ 80 tại bảng xếp hạng trên.
Trong năm 2011, album đã lọt vào top 10 album tiếng phổ thông bán chạy nhất tại Hongkong, đồng thời được đề cử tại 5 hạng mục của giải thưởng Giai điệu vàng, bao gồm Nghệ sĩ mới xuất sắc nhất và đã chiến thắng tại hạng mục Album tiếng phổ thông hay nhất.

## Danh sách ca khúc
Tất cả nhạc phẩm được soạn bởi Châu Kiệt Luân.
| STT | Nhan đề                                                   | Phổ lời                     | Thời lượng |
| --- | --------------------------------------------------------- | --------------------------- | ---------- |
| 1.  | "可愛女人" (Khả ái nữ nhân Kě Ài Nǚ Rén)                  | Từ Nhược Tuyên (Vivian Hsu) | 3:59       |
| 2.  | "完美主義" (Chủ nghĩa hoàn mỹ Wán Měi Zhǔ Yì)             | Phương Văn Sơn              | 4:04       |
| 3.  | "星晴" (Sao sáng Xīng Qíng)                               | Châu Kiệt Luân              | 4:19       |
| 4.  | "娘子" (Nương tử Niáng Zǐ)                                | Phương Văn Sơn              | 4:30       |
| 5.  | "鬥牛" (Đấu ngưu Dòu Niú)                                 | Phương Văn Sơn              | 4:38       |
| 6.  | "黑色幽默" (Sự hài hước độc ác Hēi Sè Yōu Mò)             | Châu Kiệt Luân              | 4:43       |
| 7.  | "伊斯坦堡" (Istanbul Yī Sī Tǎn Bǎo)                       | Từ Nhược Tuyên              | 3:29       |
| 8.  | "印地安老斑鳩" (Chim cu già Ấn Độ Yìn Dì Ān Lǎo Bān Jiū)  | Phương Văn Sơn              | 5:04       |
| 9.  | "龍捲風" (Vòi rồng Lóng Juǎn Fēng)                        | Từ Nhược Tuyên              | 4:10       |
| 10. | "反方向的鐘" (Đồng hồ chạy ngược Fān Fāng Xiàng De Zhōng) | Phương Văn Sơn              | 4:17       |

## Music videos
1. "可愛女人" (Khả ái nữ nhân) MV
2. "黑色幽默" (Sự hài hước độc ác) MV
3. "星晴" (Sao sáng) MV
4. "完美主義" (Chủ nghĩa hoàn mỹ) MV
5. "娘子" (Nương tử) MV
6. "鬥牛" (Đấu ngưu) MV
7. "龍捲風" (Vòi rồng) MV

## Awards
| Hạng mục                       | Đề cử                                          | Kết quả   |
| ------------------------------ | ---------------------------------------------- | --------- |
| Album tiếng phổ thông hay nhất | Jay (周杰倫同名專輯)                           | Đoạt giải |
| Sáng tác tốt nhất              | Châu Kiệt Luân cho "可愛女人" (Khả ái nữ nhân) | Đề cử     |
| Lyrics hay nhất                | Phương Văn Sơn cho ca khúc "娘子" (Nương tử)   | Đề cử     |
| Sản xuất album tốt nhất        | Châu Kiệt Luân cho album Jay                   | Đề cử     |
| Nghệ sĩ mới xuất sắc nhất      | Châu Kiệt Luân                                 | Đề cử     |